# Huevos rancheros
Los huevos rancheros son un desayuno mexicano tradicional, que consiste en huevos estrellados sobre tortillas de maíz, bañados con una salsa hecha de tomates, chiles y otros vegetales finamente picados y sofritos en aceite, y como guarnición frijoles refritos o guacamole y pico de gallo. Este desayuno de origen mexicano se ha hecho muy popular a lo largo de toda América y quizás por esta razón cuenta con tantas variantes locales. Los huevos rancheros son servidos no solo en el desayuno, sino incluso durante el almuerzo.

## Historia
El nombre de «rancheros» se refiere a los rancheros o charros, los habitantes del campo y las haciendas que se hacían cargo del ganado vacuno y caballar trabajando de vaqueros. Era típico entre los rancheros guisar sus platillos, de res, cerdo, pavo e incluso huevos, en una salsa de chile. El nombre original del platillo, según aparece en los recetarios mexicanos del siglo XIX, era «huevos estrellados en chile colorado» o «huevos estrellados en chile verde»; el apodo de  «rancheros» era aplicado y usado por habitantes de las ciudades.
Los huevos se guisaban simplemente en una mezcla de salsa de chile rojo o verde y manteca. Una receta del platillo aparece en «El Nuevo Cocinero Mexicano en Forma de Diccionario» (1845) de Manuel Galván Rivera, donde se instruye al lector usar chile pasilla y chile ancho, tostados y desvenados, y tomates asados para la salsa roja, o chiles verdes y tomatillos para la salsa verde. La salsa se ponía entonces en una olla con manteca para freírla, tras lo cual se estrellaban ahí los huevos para freír. Una vez listos, se retiraban y se servían espolvoreados con queso añejo rallado.
Otra receta, pero bajo el  título "Huevos Rancheros", aparece en un manual de cocina de Puebla de 1898, y es exactamente la misma que la del recetario de Galván Rivera: 

Huevos rancheros. - Desvénanse unos chiles pasillas, con la tercera parte de chiles anchos, ambos desvenados, tostados y molidos con tomates asados; se bajan con una poca de agua y se frien en manteca, dejando el caldillo de regular espesor y bien sazonado con la sal suficiente, se estrellan en él los huevos, y cuando lo estén, se van sacando uno a uno; colocándolos en el platón; se bañan con el resto de la salsa, y se les polvorea con queso añejo rallado y con cebolla bien frita, bien dorada.

En su libro “México as I Saw it” (1901), la viajera inglesa, Ethel Brilliana Tweedie, relató su experiencia en un restaurante de la Ciudad de México:

Antes de que llegara el menú, nos colocaron un puñado de cuchillos y tenedores sobre la mesa de mármol, con panecillos pegados en las puntas. El plato número 1 fueron los Huevos Rancheros. Se fríen un par de huevos para una porción, se sirven en un plato y se cubren con salsa de chile. ¡Todo lo mexicano lleva chile y, con frecuencia, ajo! Es maravilloso cómo la gente come todos los chiles y sobrevive, ¡pero lo consigue!

Como se menciona en estos tres casos, la receta original no era con tortilla ni otro acompañamiento, eran solo huevos estrellados guisados en una salsa de chile y manteca de cerdo.

## Características
La versión más simple de los huevos rancheros consiste en tortillas de maíz ligeramente fritas, y huevo frito cubierto con salsa picante de tomate y acompañados de frijoles refritos. Se puede usar huevo revuelto en lugar de huevos fritos.
Una variante popular de los huevos rancheros son los huevos divorciados que consiste en dos huevos servidos al estilo de los huevos rancheros, pero uno de los huevos se cubre de salsa verde y el otro con cualquier otra salsa en rojo, separados por una «pared» de frijoles o chilaquiles.

## Variaciones en Estados Unidos
Como la popularidad del plato es muy grande se ha extendido más allá de las fronteras de México en una multitud de formas adaptadas a los gustos locales. El escritor culinario Clementine Paddleford, encontró una versión en los años 1950 en Texas que empleaba huevos pochados en una salsa de tomate con tocino y servido con una tostada. algunas variantes emplean tortillas de harina de trigo en lugar de las de harina de maíz; salsa de chili (o salsa enchilada) en lugar de la mezcla con salsa de tomate; adiciones como tiras de queso, salchichas, y crema ácida; a menudo decorada con tomates frescos y lechuga.

## En la cultura
- Huevos rancheros, película mexicana de comedia sexy filmada en 1982.
- Huevos rancheros han sido mencionados en el musical de 1996 de Jonathan Larson, Rent, en la canción La Vie Boheme.
- En un episodio de Plaza Sésamo de 1999, Luis prepara una cena romántica con huevos rancheros para María con ayuda de otros personajes.
- En el primer episodio de Una familia de diez, Tecla cocina unos huevos rancheros a Plácido para que este lo deje vivir en su casa.
- El cantautor mexicano Joan Sebastian escribió una canción que lleva por título el nombre de este platillo, de su disco con el mismo nombre, esto en 2011.
- En el episodio 9 de la segunda temporada de la serie norteamericana Homeland de 2012, la familia del protagonista desayuna huevos rancheros (uno de los protagonistas lo pronuncia en español castellano en el original).
- En el episodio 10 de la segunda temporada de la serie Breaking Bad, uno de los protagonistas le prepara huevos rancheros a su pareja.
- En el episodio 6 de la novena temporada de la serie The King of Queens titulado Brace Yourself, Arthur (Jerry Stiller) le ofrece de sus huevos rancheros a Doug (Kevin James).
- En el videojuego Mass Effect 3 , al explorar la nave Normandy-SR2 se puede encontrar a James Vega cocinando huevos rancheros con la "receta de su abuela", para luego compartirlos con Ashley Williams.
- En la sitcom norteamericana Two and a half men, Charly, el personaje interpretado por Charlie Sheen, prepara sus famosos huevos rancheros cada vez de debe pedir disculpas por alguna situación incómoda originada por el cómo se ve en el episodio 3 de la segunda temporada Educando a Jake.
- En la serie The Good Doctor (2017), es el desayuno preferido de Lea Dilallo (personaje interpretado por Page Spara).